# Kang Ji-suk
Kang Ji-suk (강지숙?; Seul, 4 febbraio 1979) è un'ex cestista sudcoreana.

## Carriera
Con la Corea del Sud ha disputato due Olimpiadi (2000, 2004) e i Campionati del mondo del 2006.